# چاه دادخدا (قلعه‌گنج)
چاه دادخدا، شهری در بخش چاه دادخدا شهرستان قلعه‌گنج در استان کرمان ایران است. این شهر، مرکز بخش چاه دادخدا است.

## جمعیت
بر پایه سرشماری عمومی نفوس و مسکن در سال ۱۳۹۵، جمعیت شهر چاه دادخدا برابر با ۱٬۲۷۵ نفر (۳۰۶ خانوار) بوده‌است.